# Mir wëlle bleiwe wat mir sinn
Mir wëlle bleiwe wat mir sinn ou Mir wölle bleiwe wat mir sin (luxembourgeois signifiant litt. « Nous voulons rester ce que nous sommes ») est une phrase extraite du chant De Feierwon (« Le char de feu ») du poète Michel Lentz, écrit à l'occasion de la circulation du train inaugural en gare de Luxembourg en 1859. Elle est souvent considérée comme la devise nationale du Luxembourg mais n'est pas légalement reconnue comme telle,.
| Mir wëlle bleiwe wat mir sinn |
| Refrain en luxembourgeois |
| --- |

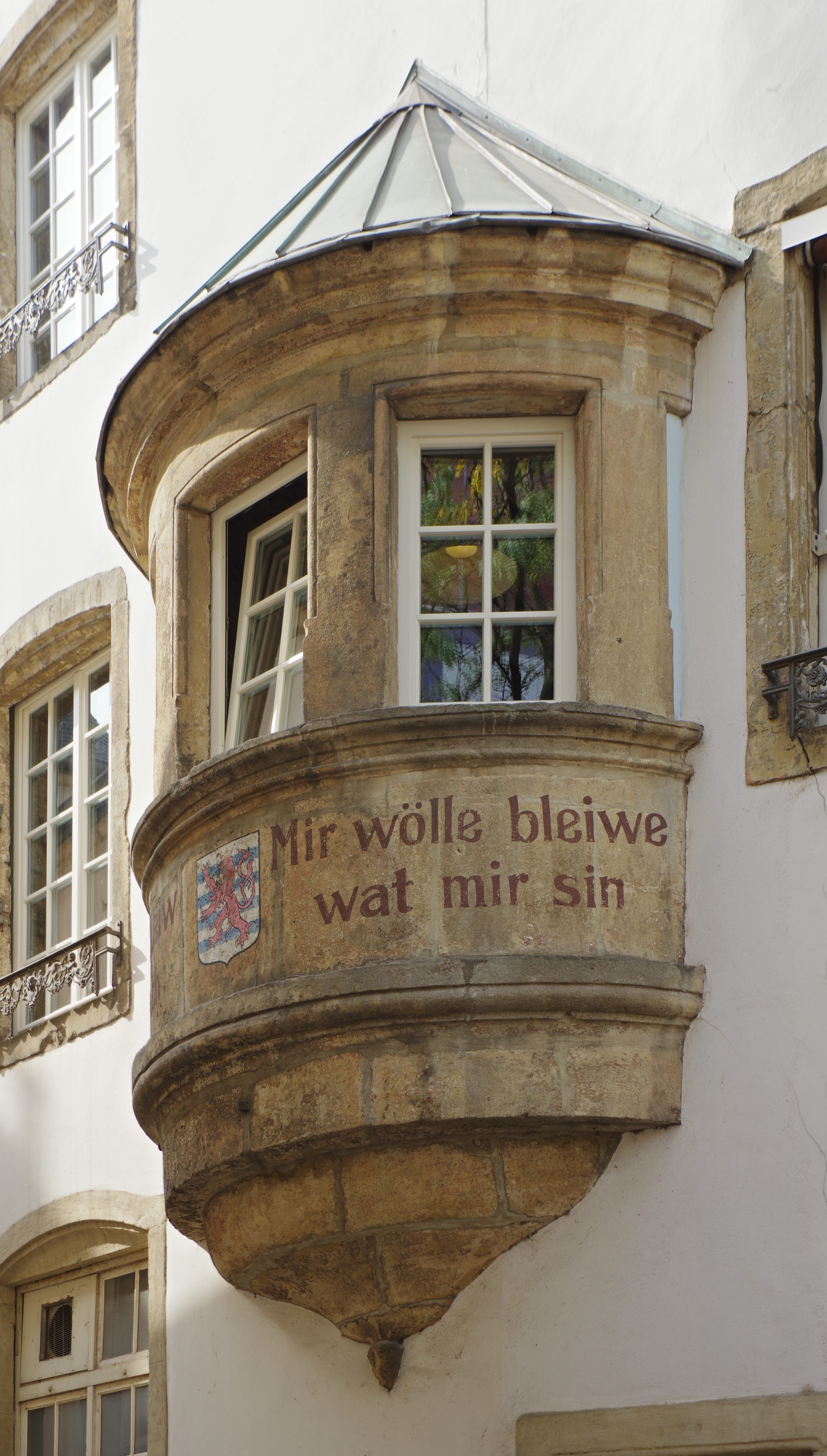
Façade de maison dite "Tiirmchen", rue de la Loge à Luxembourg : « Nous voulons rester ce que nous sommes »

| Kommt hier aus Frankräich, Belgie, Preisen, Mir wëllen iech ons Heemecht weisen, Frot dir no alle Säiten hin, Mir wëlle bleiwe wat mir sinn.               |
| Refrain en français |
| Que vous veniez de France, de Belgique, ou de Prusse Nous voulons vous montrer notre patrie Demandez de tous côtés Nous voulons rester ce que nous sommes. |